# Cities: Skylines
Cities: Skylines (чете се Ситис: Скайлайнс, в превод: Градове: Хоризонти) е градостроителна игра-симулатор, разработена от фирмата Colossal Order и издадена от Paradox Interactive. Играта е пусната на пазара на 10 март 2015 г. и използва игровия енджин Unity.

## Игрален процес
Наличен е режим на самостоятелна игра, в който играчите влизат в ролята на кмет на собствения си град и имат отговорността да се грижат за всичките нужди на жителите. Кметът има задълженията да управлява строителните зони, пътищата, обществения превоз, промишлеността, здравеопазването и други. Важно е да се следят и осведомителните изгледи за трафик, замърсяване, щастие, стойност на земята и т.н.
Играчът започва в район с размер 2 на 2 километра, малко количество пари и няколко налични инструмента за начално планиране и изграждане. Отначало е нужно построяването на основни пътища, водоснабдяване, електроснабдяване и зони за жилищни, търговски и промишлени постройки. Впоследствие се отключват нови услуги като пожарна и полиция, както и подобрени сгради, пътища и монументи. Възможно е рисуването на квартали, на които могат да се зададат отделни политики, невлияещи върху останалата част на града. На промишлените квартали могат да се задават различни специализираности – обикновена, лесовъдна, рудна, нефтена и селскостопанска.
С разрастването на града, играчът ще има възможност да закупи още 8 околни района, които ще разширят територията на града. За бързото преминаване на големите разстояния са налични няколко вида превоз: пътнически влакове, трамваи, автобуси, таксита, метро. За връзка със света извън града могат да се използват самолети, пътнически и товарни влакове и кораби.
Играта предлага ППИ, който дава възможността за създаване на модификации за изменяне и допълване на предлаганото съдържание (модове). Потребителите могат да добавят нови сгради, возила, карти и да изменят игралния процес (увеличаване на размера на града, премахване на някои ограничения, промяна на камерата и други).
Модифицирането на играта е възможно чрез Steam Workshop. Създаването на активна общност, генерираща съдържание, е обявено като ясна цел на разработчиците. Играта включва няколко предавателни терена за строеж, също така включва и редактор на карти, който позволява на потребителите да създават свои собствени карти, включително използването на географски особености от реалния свят.

## Допълнително съдържание
За играта са налични следните допълнения, налични за сваляне (DLC):
| Име               | Дата на излизане     | Описание |
| ----------------- | -------------------- | --- |
| After Dark        | 24 септември 2015 г. | Платено сваляемо съдържание. Първоначално обявен на Gamescom 2015, After Dark добавя денонощен цикъл, отдихна и туристическа специализираност, затвори, таксита, автогара и голямо летище. |
| Snowfall          | 18 февруари 2016 г.  | Платено сваляемо съдържание, добавя снежни карти с постоянен снеговалеж, мъгла, дъжд, трамваи, снегорини и отопление чрез котли. С безплатен ъпдейт е добавен и редактор на теми, който улеснява създаването на модове. |
| Match Day         | 9 юни 2016 г.        | Безплатно сваляемо съдържание, позволява организирането на мачове в голям футболен стадион. |
| Natural Disasters | 29 ноември 2016 г.   | Платено сваляемо съдържание, добавя природни бедствия – пожари, метеори, смерчове, цунамита и други. Дадена е възможност за създаване на убежища, сгради с вертолети и други мерки за противодействие. Добавени са радиостанции, както и редактор на сценарии с изпълняеми условия. |
| Mass Transit      | 18 май 2017 г.       | Платено сваляемо съдържание, добавя еднорелсов влак, фериботи, кабинков лифт, дирижабли, нови пътища, мостове, канали. |
| Concerts          | 17 август 2017 г.    | Малко допълнение към играта, позволяващо на играчите да обособавяват места за провеждане на концерти и фестивали, даващо възможност за тяхната организация и въвеждане на нови закони и разпоредби в играта, свързани с тази тема. |
| Green Cities      | 19 октомври 2017 г.  | Разширението позволява на играча да прилага принципи, свързани с устойчивото развитие на градовете, като например употребата на соларни панели, електрически автомобили и други екологични подобрения. |
| Parklife          | 24 май 2018 г.       | Parklife се концентрира върху изграждането на тематични паркове, национални паркове, зоологически градини и градини. Използвайки инструмента за обособяване на паркова зона, играчът може да създаде големи пространства с паркове, които могат да се персонализират, като могат да се поставят различни постройки на алеите на територията на парка, а не само по пътищата. Добавят се и нови областни политики и възможност за създаване на линии с туристически автобуси. |
| Industries        | 2 ноември 2018 г.    | Позволява на играчите по-нататъшно персонализиране на индустриалния аспект на техния град, като позволява специализация на индустриалните зони. |

## Приемане
След пускането на играта на пазара, Cities: Skylines получи положителни оценки от критиците, според анализаторния агрегатор Metacritic.